# أيج أوف إمبايرز: ذي أيج أوف كينغز
عصر الإمبراطوريات 2: عصر الملوك (بالإنجليزية: Age of Empires II: The Age of Kings)، هي لعبة حاسوب استراتيجية الوقت الحقيقي مرتكزة على العصور الوسطى. تم إطلاقها سنة 1999، وهي اللعبة الثانية من سلسلة Age of Empires تم تطويرها من طرف إنسمبل ستوديوز وإطلاقها من طرف مايكروسوفت، بسبب نجاحها تجاريا تم إصدار حزمة تطوير: أيج أوف إمبايرز 2: ذا كونكرز متبوعة بالنسخة الذهبية (Gold Edition) والتي مزجت اللعبة وحزمة تطويرها معا مع خريطة إضافية وألعاب مسجلة من طرف خبراء مايكروسوفت الاستراتيجيون. مزجت اللعبة بين العرقيات والأجناس المختلفة الذين عاشوا في العصور الوسطى مثل العرب (بالإنجليزية:saracens) والبريطانين (بالإنجليزية:BRITONS) والمغول (بالإنجليزية:MANGOLS) والفايكينج (بالإنجليزية:vikings)
مراحل اللعبة وهي:[بحاجة لمصدر]
- المرحلة التعليمية وهي مرحلة تتعلم فيها أساسيات اللعبة وتحاكي فيها تحرير اسكتلندا من الاحتلال البريطاني بقيادة ويليام والاس.
- مرحلة تحرير فرنسا من الاحتلال البريطاني بقيادة جان دارك.
- مرحله العرب هي مرحلة تخلص العرب في مصر من التحكم الفرنسي فيها وتحرير الأقصى بقيادة صلاح الدين الأيوبي.
- مرحلة تشكيل الإمبراطورية المغولية وتوسيعها بقيادة جنكيز خان.
- مرحلة الحملات الألمانية بقيادة فريدريك بارباروسا.

## روابط خارجية
- أيج أوف إمبايرز: ذي أيج أوف كينغز على موقع IMDb (الإنجليزية)